# Flaumiger Wiesenhafer
Der Flaumige Wiesenhafer (Avenula pubescens), auch als Flaumhafer bezeichnet, ist die einzige Art der Pflanzengattung Avenula innerhalb der Familie der Süßgräser (Poaceae). Sie ist in Eurasien weitverbreitet.

## Beschreibung

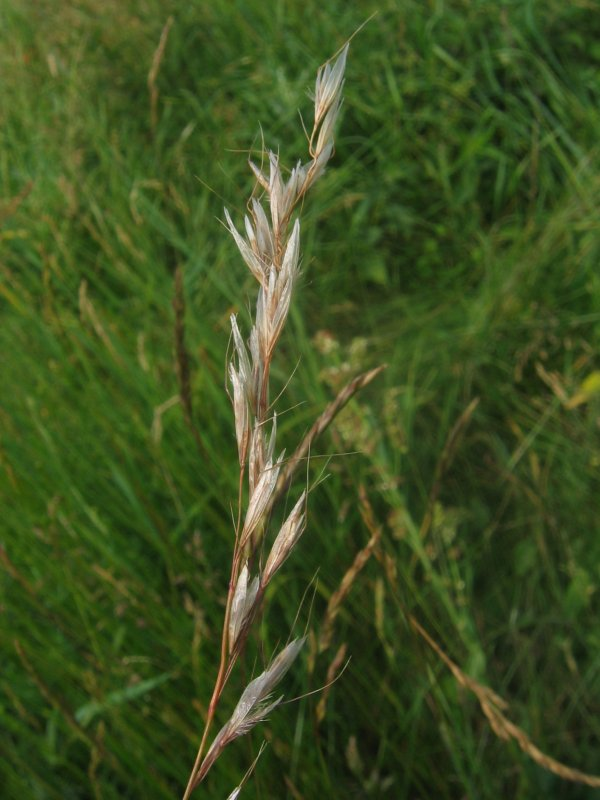
Blütenstand

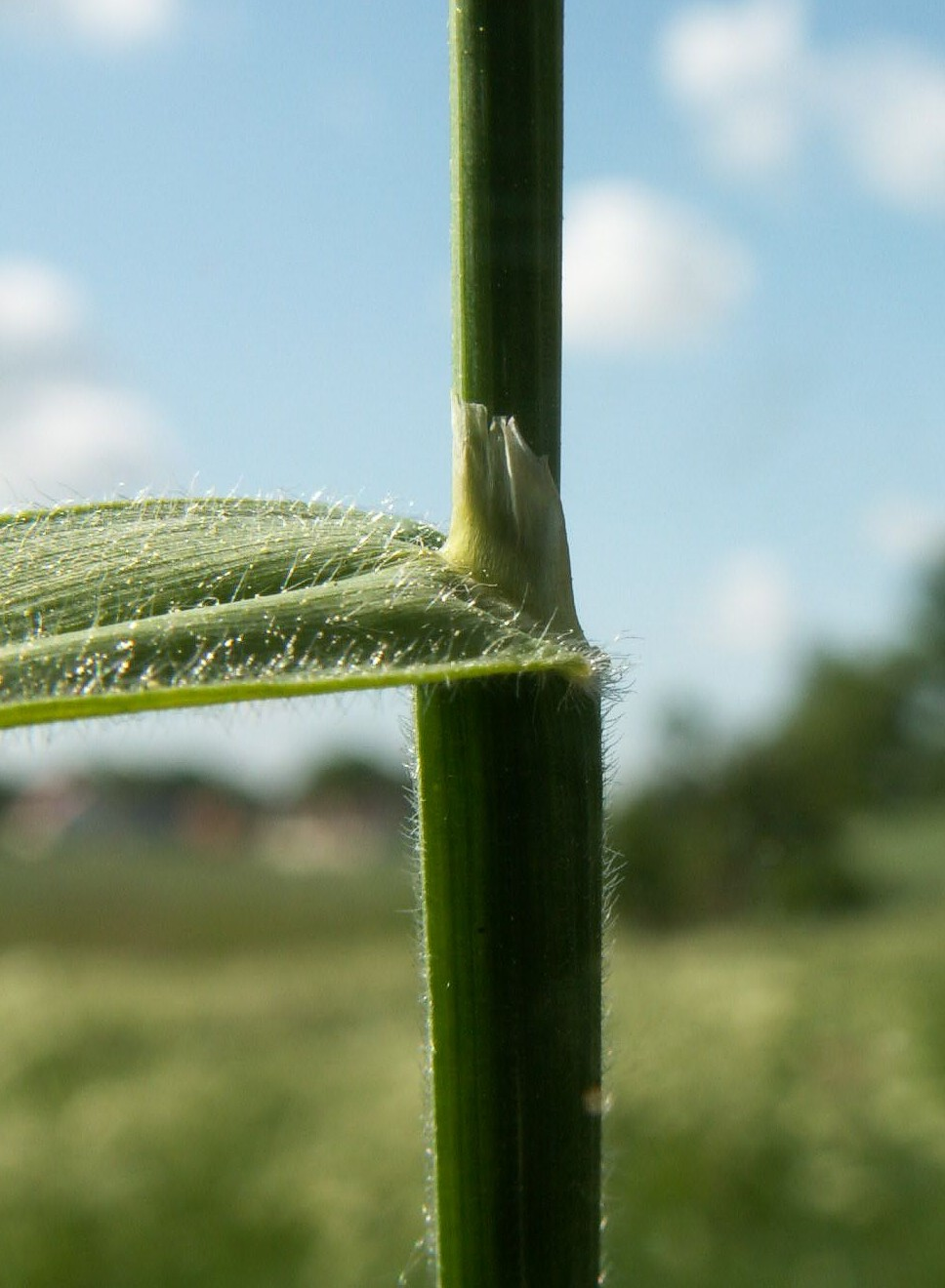
Unterer Teil des behaarten Laubblattes und Blatthäutchen

### Vegetative Merkmale
Der Flaumige Wiesenhafer ist eine ausdauernde krautige Pflanze und erreicht Wuchshöhen von 30 bis 120 Zentimetern. Er hat bis etwa 10 Zentimeter lange unterirdische Ausläufer und entwickelt zahlreiche Erneuerungssprosse, die mit ihren Knospen die untersten Blattscheiden am Grund durchbrechen. Die Halme sind aufrecht, drehrund und kahl und durch drei bis fünf geriefte und kahle Knoten gegliedert.
Die wechselständig angeordneten Laubblätter sind in Blattscheide und Blattspreite gegliedert. Blattscheide und Blattspreite sind weich behaart. Die Blattspreite ist 5 bis 40 Zentimeter lang, 2 bis 4, selten bis zu 6 Millimeter breit und charakteristisch flach, im Durchmesser erscheint sie V-förmig. Das Blatthäutchen ist 5 bis 7 Millimeter lang.

### Generative Merkmale
Die Blütezeit ist Mai bis Juli. In einem drei- bis fünfästigen rispigen Blütenstand befinden sich viele Ährchen. Die Rispe ist 10 bis 20 Zentimeter lang und 2 bis 5 Zentimeter breit und oft etwas nickend. Die Seitenäste gehen zu drei bis sieben von der Hauptachse ab, sind aufrecht-abstehend und die unteren tragen ein bis vier Ährchen. Die Ährchenstiele sind 2 bis 20 Millimeter lang und unter dem Ährchen schwach verdickt. Das (ohne die Grannen gemessene) Ährchen ist 2 bis 20 Millimeter lang und enthält zwei bis drei Blüten. Die untere Hüllspelze ist einnervig und 7 bis 15 Millimeter lang, die obere ist dreinervig und 12 bis 20 Millimeter lang. Die Deckspelzen sind fünfnervig, 9 bis 16 Millimeter lang, in der oberen Hälfte zarthäutig, weißlich durchscheinend, im unteren Teil derbhäutig, grün, oft violett überlaufen, glatt und glänzend und auf dem Rücken etwa in der Mitte begrannt. Die Granne ist gekniet, 12 bis 22 Millimeter lang; die untergranne ist enf gedreht, die Obergranne ist gerade und rau. Die Vorspelzen sind zweinervig, 8 bis 15 Millimeter lang und am oberen Ende eingekerbt. Die Staubbeutel sind 4,5 bis 7 Millimeter lang.
Die Frucht ist etwa 5 Millimeter lang und am oberen Ende kurz und dicht behaart.
Die Chromosomenzahl beträgt 2n = 14.

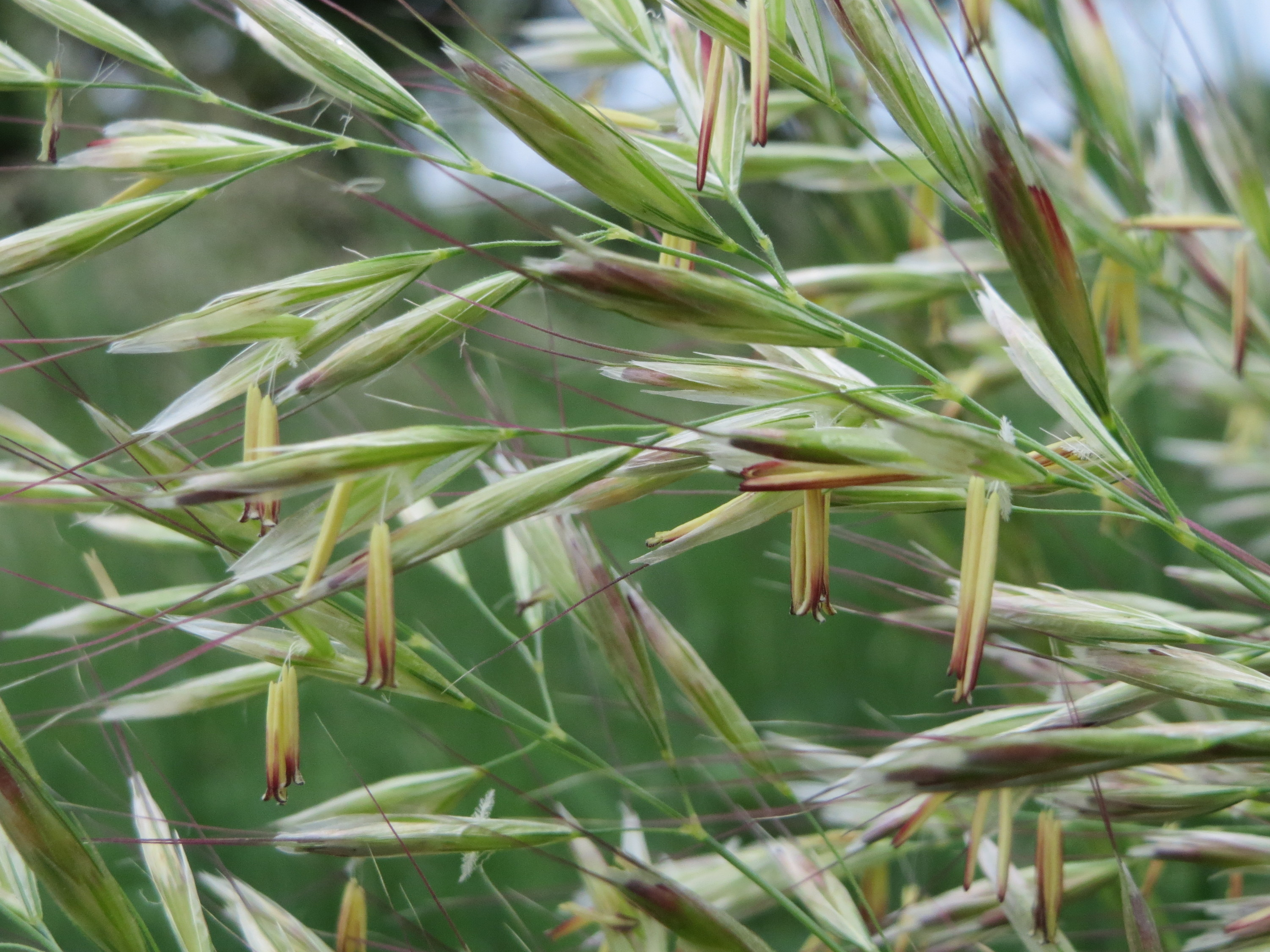
Ausschnitt des Blütenstandes

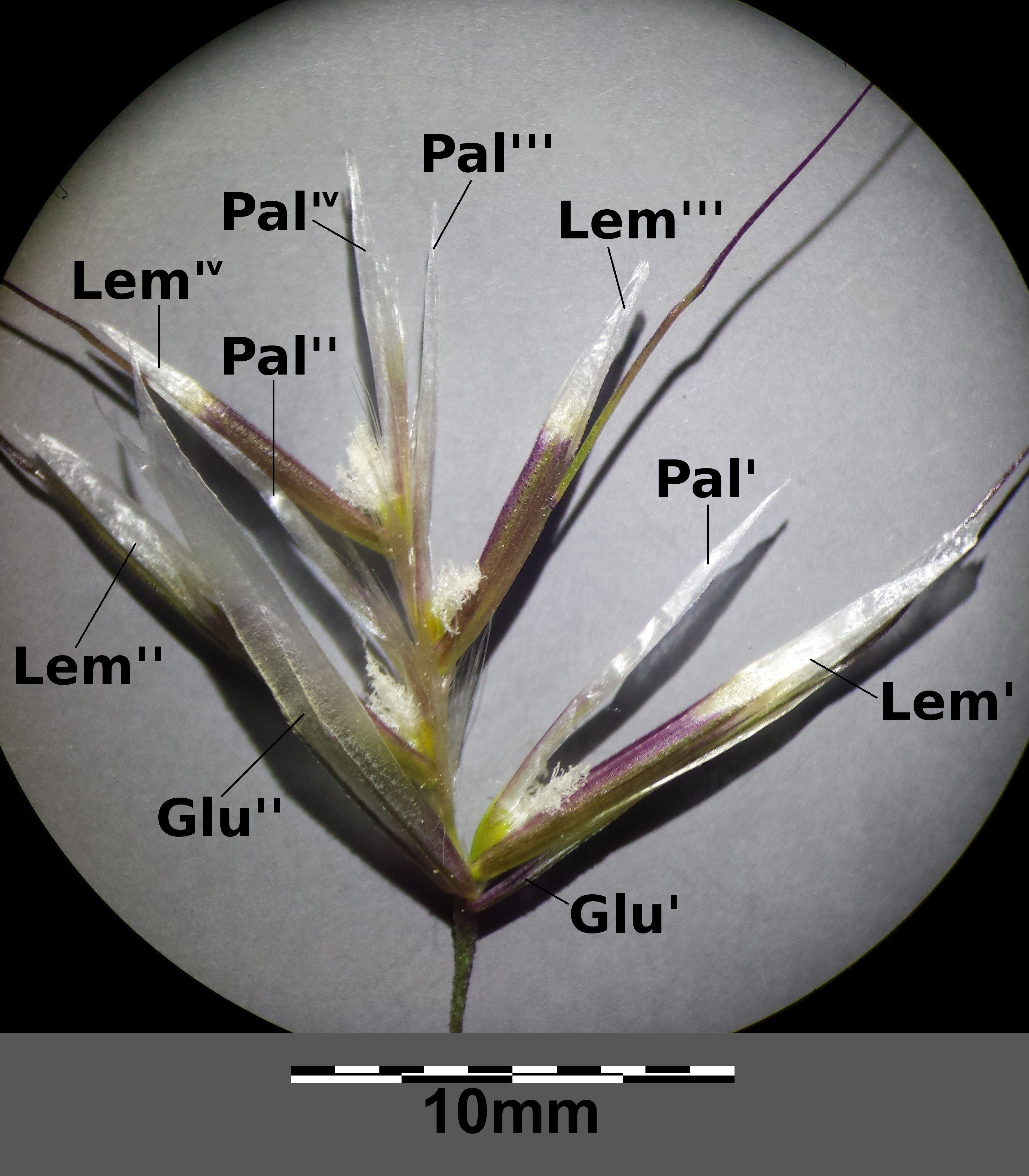
Ährchen

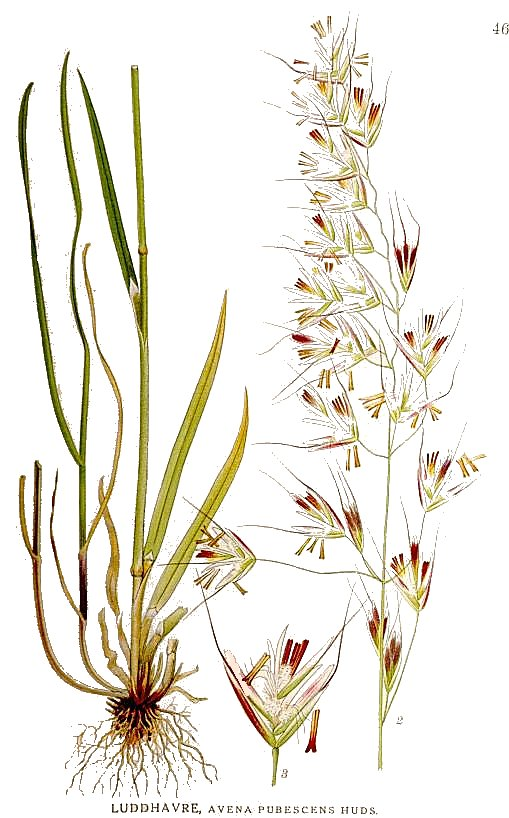
Illustration

## Vorkommen
Der Flaumige Wiesenhafer ist von Europa über den Kaukasusraum und Zentralasien bis zur Mongolei weitverbreitet. Er kommt in Europa in fast allen Ländern vor und fehlt nur in Nordmazedonien. In Island kommt die Art eingeschleppt vor. In den Allgäuer Alpen steigt der Flaumige Wiesenhafer im Tiroler Teil am Geißhorn bis zu einer Höhenlage von 2080 Metern auf. Er erreicht im Kanton Wallis am Lämmergrat westlich der Gemmi, in Graubünden im Val da Fain (Heutal) eine Höhenlage von 2400 Meter.
Er besiedelt Frischwiesen, Frischweiden, Zwergstrauchheiden, Borstgrasrasen, Trocken- und Halbtrockenrasen und Ruderalfluren auf mäßig nährstoffreichen, oft kalkhaltigen, trockenen bis schwach feuchten Böden. Er ist eine Charakterart der Ordnung Arrhenatheretalia elatioris, kommt aber auch in Pflanzengesellschaften des Verbands Mesobromion erecti vor.
Die ökologischen Zeigerwerte nach Landolt et al. 2010 sind in der Schweiz: Feuchtezahl F = 2+ (frisch), Lichtzahl L = 4 (hell), Reaktionszahl R = 4 (neutral bis basisch), Temperaturzahl T = 3 (montan), Nährstoffzahl N = 3 (mäßig nährstoffarm bis mäßig nährstoffreich), Kontinentalitätszahl K = 4 (subkontinental), Salztoleranz = 1 (tolerant).

## Nutzung und Gefährdung
Der Flaumige Wiesenhafer ist ein gutes Futtergras, das jedoch keine Beweidung oder Überdüngung verträgt. In einigen Bundesländern Deutschlands steht er auf deren Roten Listen, da seine Bestände durch Intensivierung der Landwirtschaft vielerorts stark zurückgehen.

## Taxonomie
Die Erstveröffentlichung erfolgte 1762 unter dem Namen (Basionym) Avena pubescens durch William Hudson in Flora Anglica ..., Seite 42. Die Neukombination zu Avenula pubescens (Huds.) Dumort. wurde 1868 durch Barthélemy Charles Joseph Dumortier in Bulletin de la Société Royale de Botanique de Belgique, Band 7, Seite 68 veröffentlicht.
Weitere Synonyme für Avenula pubescens (Huds.) Dumort. sind: Avena alopecuros Roth, Avena amethystina DC., Avena balloniana Kirschl., Avena baumgartenii Steud., Avena bornmuelleri Domin, Avena carpatica Host, Avena glabra K.Koch, Avena insubrica (Asch. & Graebn.) Dalla Torre & Sarnth., Avena hirtifolia Boiss., Avena hugeninii De Not. ex Steud., Avena laevigata Schur, Avena lucida Bertol., Avena pseudolucida Schur, Avena sesquitertia L., Avena varia Schur nom. superfl., Avena versicolor Baumg. ex Steud., Avena laevigata var. insubrica Asch. & Graebn., Avena pubescens var. alpina Gaudin, Avena pubescens subsp. amethystina (DC.) Clarion ex DC., Avena pubescens var. diantha (Heuff.) Schur, Avena pubescens var. glabra Gray, Avena pubescens var. glabrescens Schur, Avena pubescens var. insubrica (Asch. & Graebn.) Fiori, Avena pubescens subsp. insubrica (Asch. & Graebn.) Hegi, Arrhenatherum pubescens (Huds.) Samp., Avenastrum insubricum (Asch. & Graebn.) Fritsch, Avenastrum pubescens (Huds.) Opiz, Avenochloa pubescens (Huds.) Holub, Avenastrum sesquitertium (L.) Fritsch, Avenochloa pubescens var. alpina (Gaudin) Kerguélen, Lejeunia, Avenochloa pubescens subsp. amethystina (DC.) Soó, Avenochloa pubescens subsp. anatolica (Holub) Soó, Festuca cristata C.C.Gmel. ex Roem. & Schult., Helictotrichon pubescens (Huds.) Pilg., Helictotrichon pubescens var. alpinum (Gaudin) Grossh., Helictotrichon pubescens subsp. amethystinum (DC.) Soó, Helictotrichon pubescens subsp. anatolicum (Holub) Soó, Helictotrichon pubescens var. latifolium (Printz) Tzvelev, Heuffelia lucida (Bertol.) Schur, Heuffelia pubescens (Huds.) Schur, Heuffelia pubescens var. pallida Schur, Heuffelia pubescens var. subracemosa Schur, Heuffelia pubescens var. subtricolor Schur, Homalotrichon pubescens (Huds.) Banfi, Galasso & Bracchi, Neoholubia pubescens (Huds.) Tzvelev, Neoholubia pubescens var. alpina (Gaudin) Tzvelev, Trisetaria carpatica (Host) Baumg., Trisetaria bornmuelleri (Domin) H.Scholz, Trisetaria sesquitertia (L.) Baumg., Trisetum alopecuros (Roth) Roem. & Schult., Trisetum bornmuelleri Domin, Trisetum carpaticum (Host) Roem. & Schult., Trisetum pubescens (Huds.) Roem. & Schult., Trisetum sesquitertium (L.) P.Beauv., Trisetum varium Schur nom. superfl., Avenula pubescens var. amethystina (DC.) O.Bolòs & Vigo, Avenula pubescens subsp. bornmuelleri Holub.

## Systematik
Manche Autoren unterscheiden 3 Unterarten:
- Avenula pubescens subsp. pubescens: Bei ihr ist die Blattscheiden und die Blattspreite weich behaart. Die Ährchen sind 10 bis 15 Millimeter lang. Sie kommt von der Ebene bis zur Bergwaldstufe vor.[7]
- Avenula pubescens subsp. laevigata (Schur) Holub (Syn.: Helictotrichon pubescens (Huds.) Pilg. subsp. laevigatum (Schur) Soó): Bei ihr sind die Blattscheiden fast kahl. Die Ährchen sind 15 bis 20 Millimeter lang. Sie kommt in der subalpinen und alpinen Stufe vor.[7] In Europa hat sie Vorkommen in Frankreich, Italien, Schweiz, Deutschland, Österreich, Polen, Slowenien und Rumänien.[2]
- Avenula pubescens subsp. longifolia (Boiss.) H. Scholz & Valdés (Syn.: Avenula pubescens var. longifolia Boiss.): Sie kommt im asiatischen Teil der Türkei vor.[2]